# FreeNX

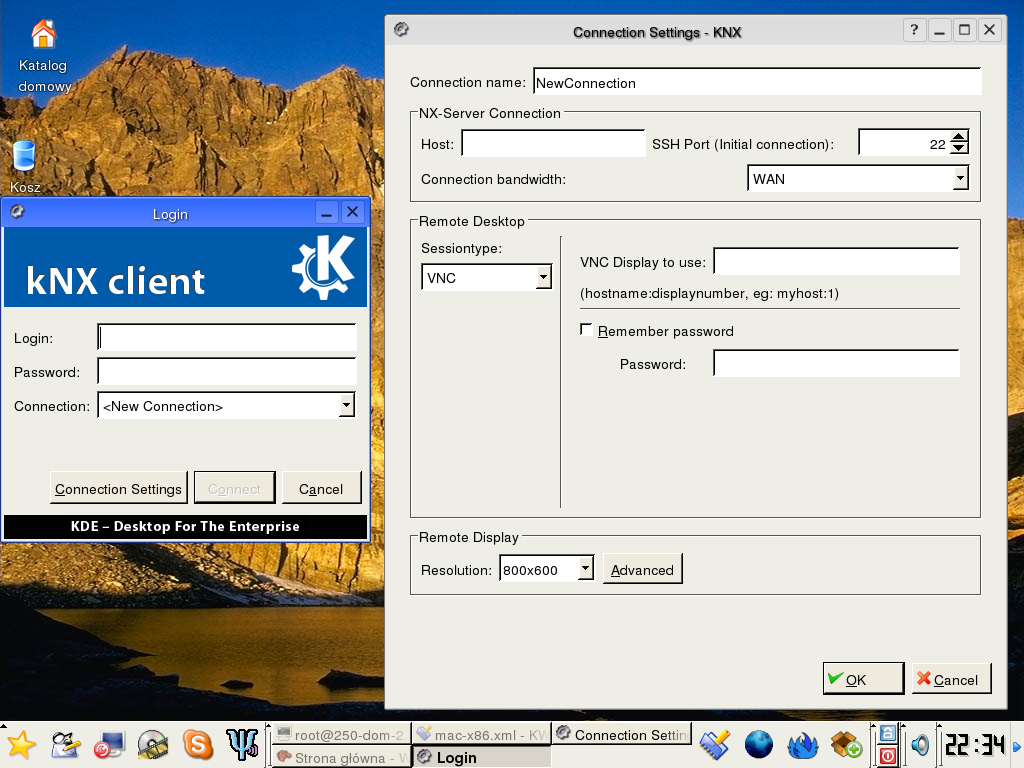
Opcje logowania kNX - klienta FreeNX dla KDE

FreeNX – wolna implementacja protokołu NX, rozwijana przez Fabiana Franza i Kurta Pfeifle. FreeNX opiera się na źródłach NX udostępnianych przez firmę NoMachine na licencji GNU GPL.
Projekt nie jest rozwijany od 2008 roku.